# آرماند (عکاس)

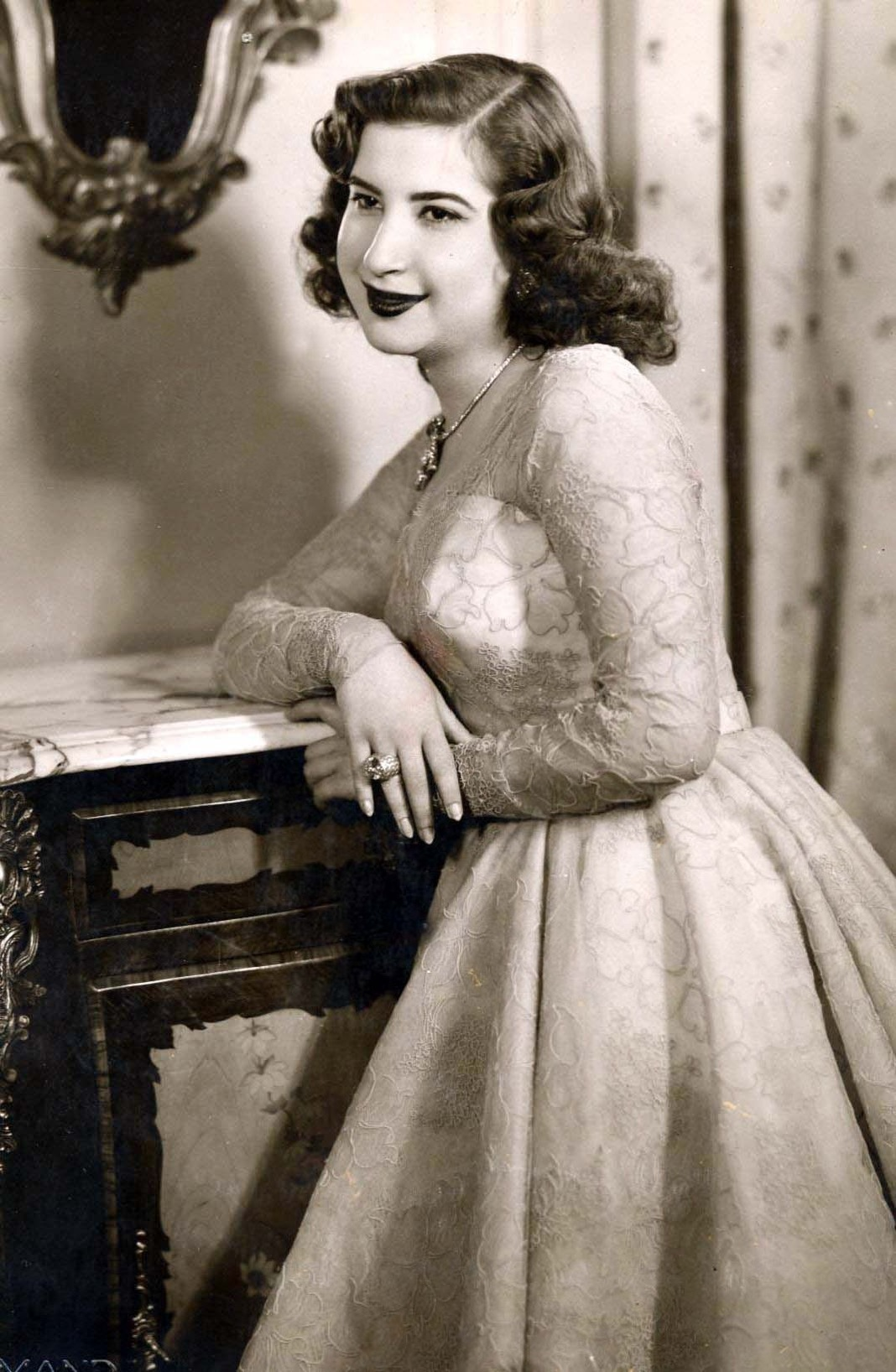

آرمناک آرتسرونی (ارمنی: Արմենակ Արծրունի؛ زاده ۱۹۰۱ – درگذشته ۱۹۶۳) عکاس ارمنی بود. وی بین سال‌های ۱۹۲۵ تا ۱۹۶۰ میلادی فعالیت می‌کرد.

## زندگی‌نامه
در اوت ۱۹۰۱ در ارزروم به دنیا آمد. در سال ۱۹۰۷ وی همراه با پدرش اسکندریه رفت. در مدرسه به طراحی علاقه‌مند شد. زیر نظر نادر، عکاس مستقر در اسکندریه شروع به کارآموزی نمود. وی در سال ۱۹۲۵ به عنوان دستیار زولا، عکاس و چهره‌نگاری سرشناس یهودی-اتریشی در استودیواش در ارضا الشریف نزدیکی خیابان میدان مصطفی کمال به قاهره رفت. زولا، آرتسرونی را برای آموختن رنگ‌آمیزی عکس‌های سیاه و سفید بعلاوه تکنینک قلم بادی و کاربری زغال و گچ فرنگی به اتریش فرستاد. پس از مرگ زولا در سال ۱۹۳۰، آرتسرونی استودیوی خویش را با نام استودیو آرماند در میدان مصطفی کمال افتتاح نمود. وی در عکاسی پرتره تخصص داشت و عکس‌هایی از سیاستمداران، ستارگان فیلم، رقاصان مشهور کاباره و همچنین اعضای خانواده سلطنتی گرفت. انقلاب ۱۹۵۲ مانع کار او نشد و او به عکس گرفتن از افراد مشهور، به ویژه جمال عبدالناصر و سران کشورهای خارجی که از مصر دیدن می‌کردند، ادامه داد. وی در ۱۹۶۳ در سن ۶۲ سالگی در قاهره درگذشت.